# Liste der Mitglieder des Sächsischen Landtags 1871/73
Diese Liste gibt einen Überblick über die Mitglieder des 14. ordentlichen Sächsischen Landtags, der vom 2. Dezember 1871 bis zum 8. März 1873 tagte.

## Zusammensetzung der I. Kammer

### Präsidium
- Präsident: Ludwig Eduard Victor Freiherr von Zehmen
- Vizepräsident: Friedrich Wilhelm Pfotenhauer
- 1. Sekretär: Conrad Eduard Löhr
- 2. Sekretär: Hugo von Schütz

### Vertreter des Königshauses und der Standesherrschaften
| Besitz oder Institution                                      | Abgeordneter                                                                            | Bemerkungen |
| ------------------------------------------------------------ | --------------------------------------------------------------------------------------- | ----------- |
| Sächsisches Königshaus                                       | Prinz Georg Prinz Albert                                                                |             |
| Besitzer der Standesherrschaft Königsbrück                   | August Graf Wilding von Königsbrück                                                     |             |
| Bevollmächtigter der Standesherrschaft Reibersdorf           | Karl Graf von Einsiedel-Wolkenburg                                                      |             |
| Besitzer der Herrschaft Wildenfels                           | Friedrich Magnus Graf zu Solms-Wildenfels durch seinen Bevollmächtigten Hugo von Schütz |             |
| Vertreter der vier Schönburgischen Lehnsherrschaften         | Heinrich Graf von Schönburg                                                             |             |
| Bevollmächtigter der fünf Schönburgischen Rezessherrschaften | Arthur von Bose                                                                         |             |
| Vertreter der Universität Leipzig                            | Karl Friedrich Rudolf Heinze                                                            |             |

### Vertreter der Geistlichkeit
| Amt                                  | Abgeordneter              | Bemerkungen |
| ------------------------------------ | ------------------------- | ----------- |
| Evangelischer Oberhofprediger        | vakant                    |             |
| Dekan des Domstifts zu Bautzen       | Ludwig Anton Forwerk      |             |
| Superintendent zu Leipzig            | Gotthard Victor Lechler   |             |
| Vertreter des Kollegiatstifts Wurzen | Hennig Albert von Stammer |             |
| Vertreter des Hochstifts Meißen      | Gustav von Watzdorf       |             |

### Auf Lebenszeit gewählte Abgeordnete der Rittergutsbesitzer
| Wahlbezirk            | Abgeordneter                                   | Bemerkungen                                           |
| --------------------- | ---------------------------------------------- | ----------------------------------------------------- |
| Meißner Kreis         | Christoph Holm von Egidy                       |                                                       |
| Meißner Kreis         | Victor Wilhelm Freiherr von Ferber             | Mandatsantritt am 11. Dezember 1871                   |
| Meißner Kreis         | Karl Christian Arthur Freiherr Dathe von Burgk | Mandatsantritt am 11. Dezember 1871                   |
| Erzgebirgischer Kreis | Karl von Einsiedel                             |                                                       |
| Erzgebirgischer Kreis | William Krafft                                 |                                                       |
| Oberlausitz           | Franz Guido Hempel                             |                                                       |
| Oberlausitz           | Karl Sahrer von Sahr                           | Mandatsantritt am 11. Dezember 1871                   |
| Oberlausitz           | Julius Robert Deumer                           | Mandatsantritt am 11. Dezember 1871                   |
| Leipziger Kreis       | Otto von Böhlau                                |                                                       |
| Leipziger Kreis       | Anton von Carlowitz                            | † Dezember 1871                                       |
| Leipziger Kreis       | Oswald von Nostitz-Wallwitz                    | Wahl am 31. Januar, Mandatsantritt am 9. Februar 1872 |
| Vogtländischer Kreis  | Karl von Metzsch                               |                                                       |
| Vogtländischer Kreis  | Wilhelm Otto Seiler                            | Mandatsantritt am 11. Dezember 1871                   |

### Rittergutsbesitzer durch Königliche Ernennung
- Heinrich Otto von Erdmannsdorf
- Karl Graf von Rex
- Gustav von König
- Curt Ernst von Posern
- Rudolf Friedrich Theodor von Watzdorf
- Ludwig Eduard Victor von Zehmen
- Bernhard Edler von der Planitz
- Georg von Miltitz
- Karl Adolf Graf von Hohenthal
- Friedrich Emil Robert Meinhold

### Magistratspersonen
| Wahlbezirk | Abgeordneter                                     | Bemerkungen |
| ---------- | ------------------------------------------------ | ----------- |
| Dresden    | Friedrich Wilhelm Pfotenhauer, Oberbürgermeister |             |
| Leipzig    | Carl Wilhelm Otto Koch, Bürgermeister            |             |
| Glauchau   | Arwed August Maximilian Martini, Bürgermeister   |             |
| Freiberg   | August Friedrich Clauß, Bürgermeister            |             |
| Grimma     | Ernst Ludwig Hennig, Bürgermeister               |             |
| Meißen     | Karl Richard Hirschberg, Bürgermeister           |             |
| Bautzen    | Conrad Eduard Löhr, Bürgermeister                |             |
| Chemnitz   | Johannes Friedrich Müller, Bürgermeister         |             |

### Vom König nach freier Wahl ernannte Mitglieder
- Karl August Maximilian von Engel
- Johann Paul Freiherr von Falkenstein
- Ernst Rülke
- Edmund Becker
- Konrad Sickel

## Zusammensetzung der II. Kammer

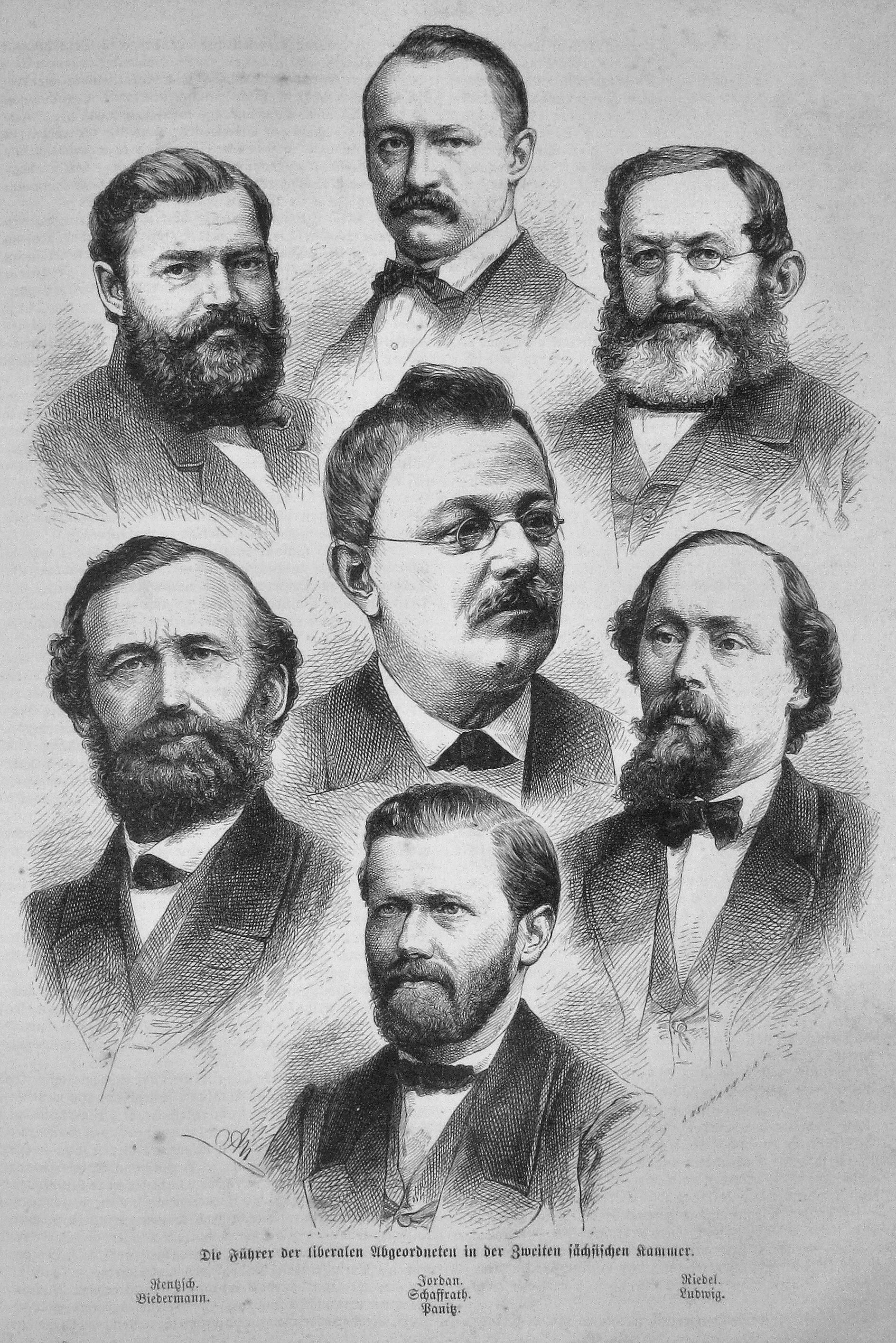
Führer der liberalen Abgeordneten in der II. Kammer des Sächsischen Landtags, 1873

### Präsidium
- Präsident: Wilhelm Michael Schaffrath
- Vizepräsident: Lothar Ottokar Wilhelm Streit
- 1. Sekretär: Wilhelm Gustav Dietel
- 2. Sekretär: Emil Bruno Mosch

### Städtische Wahlbezirke
| Wahlbezirk | Abgeordneter                      | Partei / politische Ausrichtung | Bemerkungen                                                  |
| ---------- | --------------------------------- | ------------------------------- | ------------------------------------------------------------ |
| Dresden 1  | Georg Ludwig August Walter        | DFP                             |                                                              |
| Dresden 2  | Julius Kretzschmar                | DFP                             |                                                              |
| Dresden 3  | Richard Beck                      | Liberal                         |                                                              |
| Dresden 4  | Bernhard Strödel                  | Konservativ                     |                                                              |
| Dresden 5  | Ernst Albert Jordan               | NLP                             |                                                              |
| Leipzig 1  | Wilhelm Häckel                    | Liberal                         | Nachwahl nach Mandatsniederlegung von Friedrich Eduard Näser |
| Leipzig 2  | Hermann Karl Friedrich Schnorr    | NLP                             |                                                              |
| Leipzig 3  | Johann Karl Gottlob Panitz        | NLP                             |                                                              |
| Chemnitz 1 | Konrad Rudolf Pornitz             | NLP                             |                                                              |
| Chemnitz 2 | Karl Friedrich Biedermann         | NLP                             |                                                              |
| Zwickau    | Lothar Ottokar Wilhelm Streit     | DFP                             |                                                              |
| 1          | Daniel Ferdinand Ludwig Haberkorn | Konservativ                     |                                                              |
| 2          | Richard Petri                     | DFP                             |                                                              |
| 3          | Wilhelm Schaffrath                | DFP                             |                                                              |
| 4          | Hermann Schreck                   | DFP                             |                                                              |
| 5          | Ferdinand Adolph Lange            | Liberal                         |                                                              |
| 6          | Friedrich Raimund Sachße          | Konservativ                     |                                                              |
| 7          | Wilhelm Gustav Dietel             | Liberal                         |                                                              |
| 8          | Magnus Meischner                  | DFP                             | Nachwahl nach Mandatsniederlegung durch Eduard Schreiber     |
| 9          | Walter Julius Gensel              | NLP                             |                                                              |
| 10         | Ludwig Bernhard Krüger            | NLP                             |                                                              |
| 11         | Emil Bruno Mosch                  | Konservativ                     |                                                              |
| 12         | Rudolph Anton                     | Konservativ                     | Nachwahl nach Mandatsniederlegung durch Karl Heinrich        |
| 13         | Heinrich August Hahn              | Konservativ                     |                                                              |
| 14         | August Gottwerth Penzig           | NLP                             |                                                              |
| 15         | Karl Friedrich Ferdinand Uhle     | Liberal                         |                                                              |
| 16         | Herrmann Kürzel                   | NLP                             |                                                              |
| 17         | Heinrich Eduard Minckwitz         | DFP                             |                                                              |
| 18         | Karl Wilhelm Stauß                | NLP                             |                                                              |
| 19         | Christian Friedrich Schubert      | Konservativ                     |                                                              |
| 20         | Carl Eduard Mannsfeld             | Konservativ                     |                                                              |
| 21         | Ferdinand Querner                 | Konservativ                     |                                                              |
| 22         | Robert Körner                     | NLP                             |                                                              |
| 23         | Robert Klemm                      | NLP                             |                                                              |
| 24         | Friedrich Eduard Eule             | Liberal                         |                                                              |

### Ländliche Wahlbezirke
| Wahlbezirk | Abgeordneter                          | Partei / politische Ausrichtung | Bemerkungen                                                                                |
| ---------- | ------------------------------------- | ------------------------------- | ------------------------------------------------------------------------------------------ |
| 1          | Christian Gottlieb Riedel             | DFP                             |                                                                                            |
| 2          | Wilhelm Theodor Israel                | Liberal                         |                                                                                            |
| 3          | Julius Pfeiffer                       | NLP                             |                                                                                            |
| 4          | Karl August Heinze                    | DFP                             |                                                                                            |
| 5          | Andreas Strauch                       | Konservativ                     | sorbisch Handrij Kerk                                                                      |
| 6          | Karl Hermann Fahnauer                 | DFP                             |                                                                                            |
| 7          | Karl Bernhard Päßler                  | Konservativ                     |                                                                                            |
| 8          | Friedrich Wilhelm Beeg                | Konservativ                     |                                                                                            |
| 9          | Gustav Philipp                        | DFP                             |                                                                                            |
| 10         | Karl Gottlob Barth                    | Konservativ                     |                                                                                            |
| 11         | Friedrich Wilhelm May                 | DFP                             |                                                                                            |
| 12         | August Gotthardt Petzold              | Liberal                         |                                                                                            |
| 13         | Adolph Moritz Jungnickel              | Liberal                         |                                                                                            |
| 14         | Richard von Oehlschlägel              | Konservativ                     |                                                                                            |
| 15         | Eugen Käferstein                      | Konservativ                     |                                                                                            |
| 16         | Hermann Rentzsch                      | NLP                             |                                                                                            |
| 17         | Friedrich Wilhelm Oehmichen           | DFP                             |                                                                                            |
| 18         | Karl Ernst Klopfer                    | Konservativ                     | Eintritt in Kammer am 12. Dezember 1871                                                    |
| 19         | Gustav Robert Schulze                 | Liberal                         |                                                                                            |
| 20         | Erdmann Theodor Günther               | Konservativ                     |                                                                                            |
| 21         | Traugott Otto Starke                  | Konservativ                     |                                                                                            |
| 22         | Johann Nepomuk Köckert                | Konservativ                     |                                                                                            |
| 23         | Karl Heine                            | DFP                             |                                                                                            |
| 24         | Franz Jacob Wigard                    | DFP                             |                                                                                            |
| 25         | Heinrich Louis Schmidt                | Konservativ                     |                                                                                            |
| 26         | Magnus Guido Uhlemann                 | Konservativ                     |                                                                                            |
| 27         | Christian Moritz Schubert             | Liberal                         |                                                                                            |
| 28         | Karl Ernst Seydel                     | Konservativ                     |                                                                                            |
| 29         | Julius Knechtel                       | Konservativ                     |                                                                                            |
| 30         | Richard Ludwig                        | DFP                             |                                                                                            |
| 31         | Ernst Esche                           | Liberal                         |                                                                                            |
| 32         | Léonçe Robert Freiherr von Könneritz  | Konservativ                     |                                                                                            |
| 33         | Moritz Ludwig Heinze                  | Konservativ                     |                                                                                            |
| 34         | Kurt von Einsiedel                    | Konservativ                     |                                                                                            |
| 35         | Karl Mehnert                          | Konservativ                     |                                                                                            |
| 36         | Karl Gustav Zumpe                     | Konservativ                     |                                                                                            |
| 37         | Johann Alfred von Zahn                | Konservativ                     | Nachwahl nach der krankheitsbedingten Mandatsniederlegung von Friedrich Ferdinand Heinrich |
| 38         | Karl Gotthold Krause                  | NLP                             |                                                                                            |
| 39         | Leopold Gräßer                        | Konservativ                     |                                                                                            |
| 40         | Friedrich August Barth                | Konservativ                     |                                                                                            |
| 41         | Franz Adler                           | Konservativ                     |                                                                                            |
| 42         | Bernhard Heinrich Freiherr von Hausen | Konservativ                     |                                                                                            |
| 43         | Karl Leistner                         | NLP                             |                                                                                            |
| 44         | Emil Kreller                          | Konservativ                     |                                                                                            |
| 45         | Johann Ehrhardt Sünderhauf            | Konservativ                     |                                                                                            |